# Apocalypse Then
"Apocalypse Then" es el décimo episodio y final de la octava temporada de la serie de televisión de antología American Horror Story. Se emitió el 14 de noviembre de 2018, en FX. El episodio fue escrito por Ryan Murphy & Brad Falchuk, y dirigido por Bradley Buecker.

## Argumento

### 2017
Myrtle (Frances Conroy) se infiltra en el laboratorio de Mutt (Billy Eichner) y Jeff (Evan Peters) mientras traman quién escapará a qué outpost avanzados tras el apocalipsis. Incapacitándolos y amenazándolos, les hace garantizar a Coco (Leslie Grossman) y a su familia un lugar en el Outpost 3. De vuelta en el pantano, ella y Cordelia (Sarah Paulson) lanzan un hechizo de identidad a Coco y Mallory (Billie Lourd) para que puedan encontrar su camino hacia el Outpost sin ser detectadas cuando Michael Langdon (Cody Fern) instiga la guerra nuclear. Planean romper el encantamiento de Mallory después del apocalipsis y usar el hechizo tempus infinitum para enviarla atrás en el tiempo y destruir a Michael antes de que pueda iniciar el apocalipsis. Madison, al ver un anuncio del programa de entrevistas de Dinah (Adina Porter), deduce que ella traicionó a las brujas a Michael. Cordelia les advierte a ella y a Myrtle que vengarse ahora alertará a Michael de su plan, pero asegura que se vengarán.

### 2021
Cordelia, Myrtle y Madison sobreviven al apocalipsis nuclear hibernando en el pantano junto a la choza de Misty. Después de despertar, se dirigen al Outpost 3 y resucitan a Mallory, Coco y Dinah. Michael y Mead (Kathy Bates) se enfrentan a las brujas. Dinah afirma su lealtad a Michael, pero se sorprende por el regreso de su predecesora como reina del vudú Marie Laveau (Angela Bassett), quien ha sido liberada del infierno por Papa Legba a cambio del alma de Dinah, ya que Dinah es la más malvada de la pareja; Marie mata a Dinah con un machete, y Cordelia lanza un hechizo para hacer explotar a Mead. Mientras Michael está aturdido, Madison se arma con el rifle incorporado de Mead y lo mata a tiros. 
Antes de que Michael pueda resucitar, las otras brujas toman un mechón de pelo de Michael y llevan a Mallory a un lugar seguro para comenzar el hechizo tempus infinitum. Sin embargo, es apuñalada por Brock (Eichner). Myrtle inmola a Brock, pero la caída de su cuerpo distrae a Madison lo suficiente para que Michael resucite y explote su cabeza, matándola. Las brujas intentan seguir adelante con el hechizo, pero Mallory ha perdido demasiada sangre. Coco y Marie mueren tratando de esquivar a Michael, antes de que Cordelia se dé cuenta de que debe morir; su muerte hará de Mallory Supreme, rejuveneciéndola y aumentando sus poderes. Se enfrenta directamente a Michael y le confisca el cuchillo para suicidarse, despertando los plenos poderes de Mallory e iniciando el hechizo tempus infinitum.

### 2015
Un joven Michael Langdon ha asesinado a un sacerdote, horrorizando a su abuela, Constance (Jessica Lange) por última vez. Ella insiste en que salga de su casa, y el adolescente petulante sale, sólo para ser atropellado repetidamente por un coche conducido por Mallory. Michael le ruega a Constance que lo lleve a la Casa de los Asisinatos para que pueda regresar como fantasma, pero ella lo deja morir en el camino.
Mallory llega a la Academia Robichaux y conoce a las otras brujas, desde su perspectiva por primera vez. La línea de tiempo alterada, Myrtle Snow permanece muerta, ya que la falta de un apocalipsis no le dio a Cordelia ninguna razón para resucitarla. Mallory también le perdona la vida a Queenie (Gabourey Sidibe) advirtiéndole sobre la estadía en el Hotel Cortez. En agradecimiento a Mallory por despachar a Michael, la asociada de Papa Legba, Nan (Jamie Brewer) devuelve a la estudiante favorita de Cordelia Misty Day (Lily Rabe) del infierno. Madison permanece en el infierno, aunque Mallory resuelve liberarla eventualmente.

### 2020 y más allá
Timothy (Kyle Allen) y Emily (Ash Santos) (seleccionados para el Outpost 3 en la línea de tiempo anterior por su ADN "perfecto") vuelven a encontrarse por primera vez. Ellos forman una conexión rápida, y dentro de un año, tienen un bebé. Tres años después, su hijo mata a su niñera en una recreación del primer asesinato de Michael Langdon. Anton LaVey (Carlo Rota), Samantha Crowe (Naomi Grossman), y Mead llegan a la casa, ansiosos por recibir al nuevo Anticristo.

## Recepción
"Apocalypse Then" fue visto por 1,83 millones de personas durante su emisión original, y obtuvo una cuota de audiencia de 0,8 puntos entre los adultos de 18 a 49 años.
El episodio recibió la mayoría de los comentarios positivos. En el sitio web Rotten Tomatoes, "Apocalypse Then" tiene un índice de aprobación del 85%, basado en 20 reseñas con una puntuación media de 8,52/10.
Ron Hogan de Den of Geek dio al episodio un 4/5, diciendo, "El final de la temporada más ambiciosa de American Horror Story consigue mezclar dos series diferentes, casar mitologías separadas, y de alguna manera formar una temporada coherente con el chocolate y la mantequilla de cacahuete de Murder House' y Coven." Los escritores Ryan Murphy y Brad Falchuk no están reinventando la rueda, pero los viajes en el tiempo les dan la oportunidad de traer de vuelta a Jessica Lange como Constance. Sus intercambios con Michael son de los mejores del programa" antes de concluir con "Aunque el episodio se inclina hacia la voz en off al final, como Mallory explica su estatus como el Billy Pilgrim del universo American Horror Story, sigue siendo un final muy satisfactorio".
Kat Rosenfield de Entertainment Weekly le dio al episodio una A+. Se alegró por el final de los flashbacks pre-apocalípticos, y por todo el enfrentamiento entre las brujas y Langdon. También disfrutó del regreso de Marie Laveau de Bassett y de la muerte de Dinah. Ella notó y apreció el "doble homenaje de ciencia ficción" durante la destrucción del Robot Mead, describiéndolo como "una explosión corporal al estilo de Scanners, seguida de una muy Odisea del Espacio interpretación de "Daisy, Daisy" por su cabeza moribunda y decapitada". Finalmente, alabó el regreso de Constance de Lange, comentando que "este final ya era material de grado A, pero este segundo y glorioso cameo de Jessica Lange merece un "plus"."
Ziwe Fumudoh de Vulture.com le dio al episodio un 5 de 5. Al igual que Rosenfield, elogió el regreso de Angela Bassett y Jessica Lange, comentando: "¿Entienden lo privilegiados que somos al ver un episodio de televisión con Angela Bassett, Jessica Lange y Sarah Paulson? Era una fanática del enfrentamiento entre las brujas y Langdon, aunque las muertes de Madison, Marie y Coco eran "ridículas". También disfrutó de la muerte de Langdon, diciendo que "es mezquina pero tan deliciosa", y del "impecable monólogo" de Lange al principio de la escena. Finalmente, le gustó el suspenso del episodio, ya que da "esperanza para otra batalla épica entre brujas, hechiceros y un Lucifer con cerraduras deliciosas".